# Montana Rail Link

Logo der MRL

Die Montana Rail Link (MRL) ist eine US-amerikanische Class 2-Eisenbahngesellschaft in den Bundesstaaten Montana, Idaho und Washington. Firmensitz ist Missoula (Montana).
Das Unternehmen gehört zur Unternehmensgruppe The Washington Companies von Dennis R. Washington.
Der Betrieb begann am 1. November 1987 als Ausgliederung aus Burlington Northern Railroad.
Die Gesellschaft befährt ein Streckennetz von 1.461 km (inkl. Trackage Rights), besitzt 162 Lokomotiven und 2100 Güterwagen.

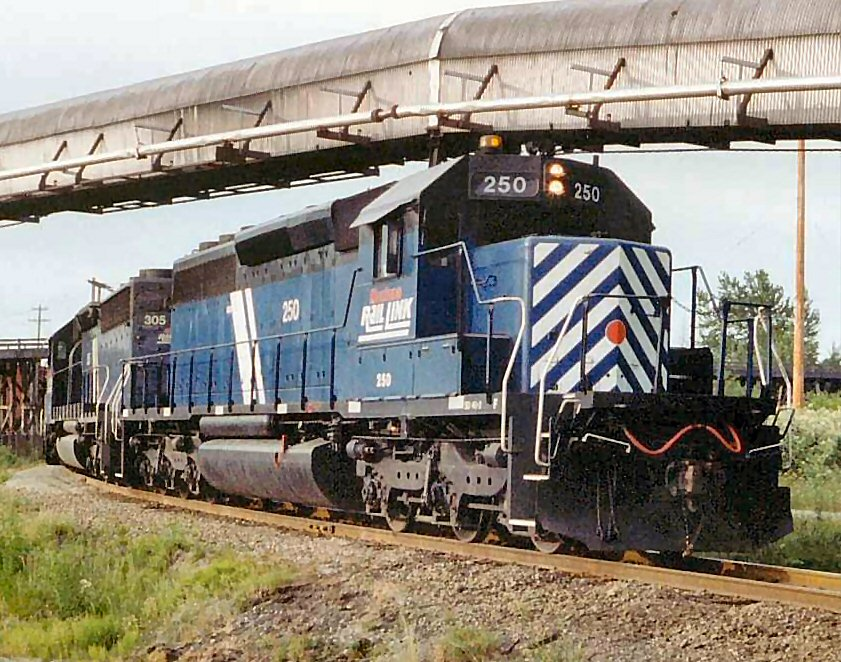
EMD SD 40-2 der Montana Rail Link

Die Gesellschaft betreibt die ehemalige Strecke der Northern Pacific Railway (Burlington Northerns „Southern Route“) von Huntley (Montana) über Billings, Helena, den Mullan Pass (1691 m), Missoula bis Sandpoint und verfügt über Streckennutzungsrechte über BNSF-Gleise nach Spokane. Außerdem betreibt sie Nebenstrecken nach Twin Bridges, Spire Rocks, Darby, Polson und St. Regis (alle Montana).
Hauptsächlichste Transportgüter sind land- und forstwirtschaftliche Produkte. Außerdem benutzen Züge der BNSF die Strecke.
Die Montana Rail Link hat Verbindungen zur BNSF in Laurel (Montana), Helena (Montana), Spokane (Washington) und Garrison (Montana) und der Union Pacific Railroad in Sandpoint (Idaho).
Die nicht für den Betrieb benötigten Lokomotiven vermietet das Unternehmen an andere Bahngesellschaften. Im Jahre 2005 erwarb die Montana Rail Link als erste regionale Eisenbahngesellschaft seit langer Zeit fabrikneue Lokomotiven. Es sind EMD SD70ACe.
Im Januar 2022 wurde bekannt, dass der Pachtvertrag zwischen der Montana Rail Link und BNSF beendet wird. Die BNSF übernimmt den Betrieb der Strecken wieder selber. Die MRL wird infolgedessen eingestellt. Die Beschäftigten werden von der BNSF übernommen.